# دموکریت
دِموکریت (به فرانسوی: Démocrite، به آلمانی: Demokrit) یا دِموکریتوس (به انگلیسی: Democritus، به یونانی باستان: Δημόκριτος (تلفظ: Dēmókritos)، یا ذیمقراطیس به‌معنی «منتخبِ مردم» از آخرین فیلسوفان یونانی پیشاسقراطی بود. او مهم‌ترین شارح و بسط‌دهندهٔ افکار لئوکیپوس دربارهٔ اتم‌گرایی بود.

## زندگی
دموکریت در آبدرا در تراس یونان متولد شد. سال تولد دموکریت را از این جملهٔ خود او که گفته «در هنگام کهن‌سالی آناکساگوراس، من جوان بودم.»؛ حدفاصل ۴۳۰ تا ۴۶۰ پیش از میلاد حدس زده‌اند.
دموکریت برای تحصیل دانش سفرهای بسیاری در سرزمین‌های شرقی و جنوبی کرد. مورخان احتمال می‌دهند که مدتی را در مصر به سر برده باشد، و مسلم است که به ایران نیز سفر کرده بوده‌است. محققان و مستشرقین بسیاری او را شاگرد بلاواسطه اوستانوس که به فارسی هوشتانه نامیده می‌شود، می‌دانند و معروف است نظریه تجزیه‌ناپذیری اتم را از استاد ایرانی‌اش آموخته‌است.
وی سپس به آبدرا بازگشت و با افکار لئوکیپوس آشنا شد. زمانی که مکتب اتم‌گرایی شهرت یافت، به آتن سفر کرد. از پروتاگوراس معاصر او، در آتن با شوق بسیار استقبال شده بود؛ امّا دموکریت می‌گوید که «من به آتن رفتم و هیچ‌کس مرا نشناخت.»
در آتن مدتها به فلسفهٔ دموکریت توجّهی نشد. برنت می‌نویسد: «روشن نیست که افلاطون از دموکریت اطّلاعی داشته باشد، لیکن ارسطو او را خوب می‌شناخت.» دیوگنس لائرتیوس می‌نویسد که افلاطون چنان از دموکریت بدش می‌آمده که می‌خواسته همهٔ کتابهای او را بسوزاند.

## روحیات
دموکریت در یونان باستان به عنوان «فیلسوف خندان» معروف بوده‌است؛ زیرا بسیار بر ارزش شادمانی تأکید می‌کرده‌است. دموکریت همیشه آمادهٔ استقبال از زندگی، هوادار مثبت‌اندیشی و بهره‌گیری متعادل از لذائذ و دوری از ریاضت بود. از این رو، نظام اخلاقی اپیکوری در حقیقت همان اخلاق دموکریت است.

## نظریات

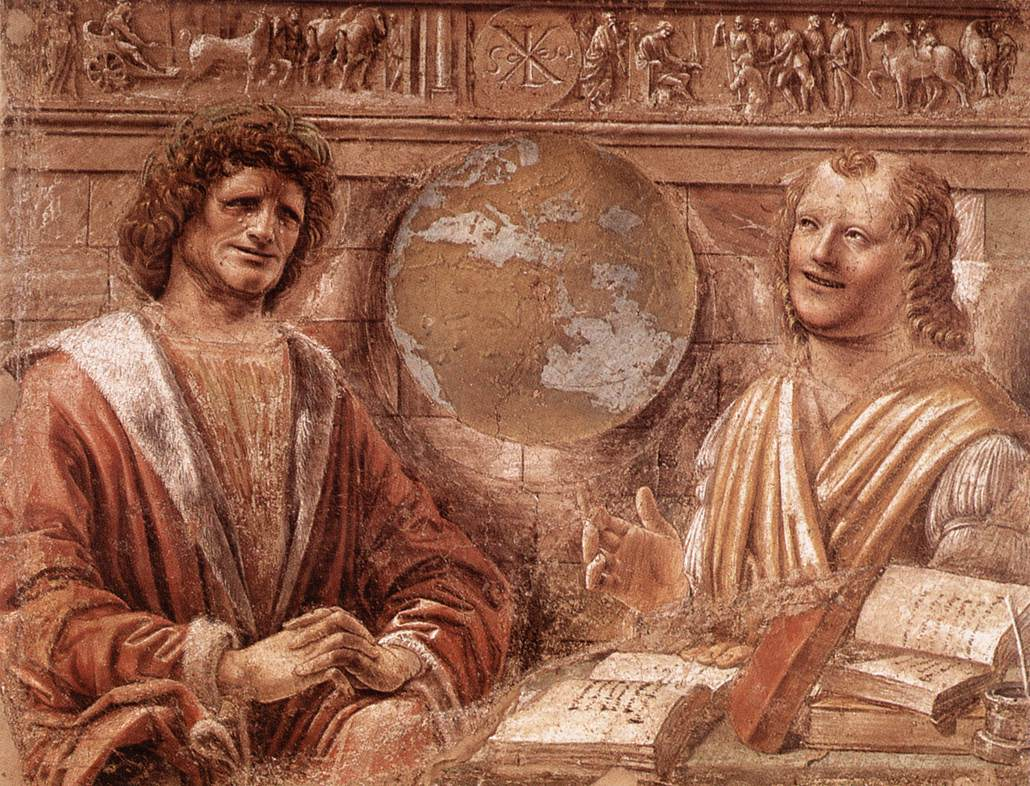
گریه هراکلیتوس و خنده دموکریتوس

دموکریت از بزرگ‌ترین فیلسوفان پیش از سقراط و ریاضیدانی پرتوش و توان بود. آثار بسیاری در زیست‌شناسی و موسیقی خلق کرد. اصل آثار دموکریت به دست ما نرسیده‌است. از او صرفاً نقل قول‌هایی به جا مانده، و نیز دیوژن تنها عنوان چند اثر از آثار او را یاد کرده‌است: دربارهٔ آرامش روان، دربارهٔ طبیعت انسان، دوزخ‌ها، دربارهٔ سه نسل، علل زمینی هماهنگی و اعداد.
دموکریت نظامی فلسفی تأسیس کرده‌است که تبیینی مادی از جهان طبیعی به حساب می‌آید و در این راه البته وی از معلمش لئوکیپوس متأثر است. اتم‌گرایی وی و پیروانش در بین مکاتب مادی‌مسلک، از تأثیر گذارترین و معروفترین مکتب به‌شمار می‌رود. حتی ارسطو که منتقد جدی این مکتب فلسفی به‌شمار می‌رفت، دموکریتوس را به جهت تاملات ژرف در فلسفهٔ طبیعی تحسین و ستایش می‌کرد.
وی اولین ارائه دهندهٔ نظریهٔ اتمی بودن جهان بوده‌است.
وی برای اتم شکل‌های گوناگونی تصور می‌کرد، مثلاً برای آب شکل دایره و برای سرکه شکل لوزی.